# Ducula zoeae
Il piccione imperiale di Zoe o piccione imperiale fasciato (Ducula zoeae Lesson, 1826) è un uccello della famiglia dei Columbidi.

## Descrizione
Il piccione imperiale fasciato è lungo 38–41 cm e pesa 575-592 g. Il capo è grigio superiormente, la gola è bianca, il collo e la parte superiore del petto sono rosa, le ali e la coda sono marroni e degradano in verde bronzo nella parte posteriore. Il ventre è grigio e le copritrici delle zampe sono marrone puntinato di bianco. L'iride è bianca, il becco è nero e le zampe rosse. Non esiste dimorfismo sessuale.

## Biologia
Si nutre di frutta appartenente a molte specie vegetali che ricerca direttamente sugli alberi. La riproduzione inizia alla fine della stagione secca.

## Distribuzione e habitat
Vive nelle foreste pluviali, foreste monsoniche, dal livello del mare fino a 1450 metri della Nuova Guinea e isole circostanti.